# Japonská ženská hokejová reprezentace
Japonská ženská hokejová reprezentace je výběrem nejlepších hráček ledního hokeje z Japonska. Od roku 1990 se účastní mistrovství světa žen. Nejlepší výsledek z tohoto šampionátu pochází z roku 2022, kdy japonská ženská hokejová reprezentace vybojovala 5. místo. Má též 4 účasti na zimních olympijských hrách, kde v roce 1998, 2018 a 2022 vybojovala 6. místo.

## Mezinárodní soutěže

### Olympijské hry
Japonsko startovalo na dvou ženských turnajích v ledním hokeji na zimních olympijských hrách a třikrát bylo vyřazeno v kvalifikaci.
| ZOH                | Místo konání                | U         |
| ------------------ | --------------------------- | --------- |
| 1998               | Japonsko (Nagano)           | 6. místo  |
| 2002 (kvalifikace) | Švýcarsko (Engelberg)       | 10. místo |
| 2006 (kvalifikace) | Rusko (Podolsk)             | 9. místo  |
| 2010 (kvalifikace) | Čína (Šanghaj)              | 9. místo  |
| 2014               | Rusko (Soči)                | 7. místo  |
| 2018               | Jižní Korea (Pchjongčchang) | 6. místo  |
| 2022               | Čína (Peking)               | 6. místo  |

### Mistrovství světa
Na mistrovství světa startuje Japonsko od roku 1990. Pohybuje se mezi elitní skupinou a 1. divizí.
| MS   | Místo konání                             | U   | D | UD    |
| ---- | ---------------------------------------- | --- | - | ----- |
| 1990 | Kanada (Ottawa)                          | 8.  | A | —     |
| 1999 | Francie (Colmar)                         | 9.  | B | 1.    |
| 2000 | Kanada (různá města v provincii Ontario) | 8.  | A | —     |
| 2001 | Kanada (Briançon)                        | 10. | B | 2.    |
| 2003 | Lotyšsko (Ventspils)                     | 9.  | B | 1.    |
| 2004 | Kanada (Halifax, Dartmouth)              | 9.  | A | —     |
| 2005 | Švýcarsko (Romanshorn)                   | 10. | B | 2.    |
| 2007 | Japonsko (Nikkó)                         | 10. | B | 1.    |
| 2008 | Čína (Charbin)                           | 7.  | A | —     |
| 2009 | Finsko (Hämeenlinna)                     | 8.  | A | —     |
| 2011 | Německo (Ravensburg)                     | —   | B | [ 1 ] |
| 2012 | Lotyšsko (Ventspils)                     | 11. | B | 3.    |
| 2013 | Norsko (Stavanger)                       | 9.  | B | 1.    |
| 2015 | Švédsko (Malmö)                          | 7.  | A | —.    |
| 2016 | Kanada (Kamloops)                        | 8.  | A | —     |
| 2017 | Rakousko (Štýrský Hradec)                | 9.  | B | 1.    |
| 2019 | Finsko (Espoo)                           | 8.  | A |       |
| 2021 | Kanada (Calgary)                         | 6.  | A |       |
| 2022 | Dánsko (Herning, Fredrikshavn)           | 5.  | A |       |
| 2023 | Kanada (Brampton)                        | 7.  | A |       |

### Asijské zimní hry
Na asijských zimních hrách startovalo Japonsko šestkrát a vždy získala medaili.
| MS   | Místo konání           | Umístění         |
| ---- | ---------------------- | ---------------- |
| 1996 | Čína (Charbin)         | Stříbrná medaile |
| 1999 | Jižní Korea (Kangnung) | Stříbrná medaile |
| 2003 | Japonsko (Misawa)      | Stříbrná medaile |
| 2007 | Čína (Čchang-čchun)    | Stříbrná medaile |
| 2011 | Kazachstán (Almaty)    | Stříbrná medaile |
| 2017 | Japonsko (Sapporo)     | Zlatá medaile    |

### IIHF Challenge Cup of Asia
Na IIHF Challenge Cup of Asia startovalo Japonsko třikrát a vždy získalo medaili. Naposledy se zúčastnilo v roce 2012 a od té doby se turnaje již neúčastní.
| MS   | Místo konání     | Umístění         |
| ---- | ---------------- | ---------------- |
| 2010 | Čína (Šanghaj)   | Stříbrná medaile |
| 2011 | Japonsko (Nikkó) | Zlatá medaile    |
| 2012 | Čína (Cicikar)   | Zlatá medaile    |

### Mistrovství pobřeží Tichého oceánu
Japonsko skončilo dvakrát na 4. místě na Mistrovství pobřeží Tichého oceánu.
| MS   | Místo konání      | Umístění |
| ---- | ----------------- | -------- |
| 1995 | USA (San José)    | 4.       |
| 1996 | Kanada (Richmond) | 4.       |